# بيتر جيمس (كاتب)
بيتر جيمس (بالإنجليزية: Peter James) (و. 1948  م) هو منتج أفلام، وكاتب، ومونتير، وكاتب سيناريو، وروائي، وناثر، ومنتج بضائع بريطاني، ولد في برايتون.

## التعليم
تعلم في مدرسة شارترهاوس ‏.

## جوائز
حصل على جوائز منها:
- الخنجر الماسي لكارتييه [الإنجليزية]‏ (2016).

## وصلات خارجية
- بيتر جيمس على موقع IMDb (الإنجليزية)
- بيتر جيمس على موقع ميوزك برينز (الإنجليزية)
- بيتر جيمس على موقع أول موفي (الإنجليزية)
- بيتر جيمس على موقع قاعدة بيانات الفيلم (الإنجليزية)
- بيتر جيمس على موقع كينوبويسك (الروسية)